# Batalla de Pandosia
La batalla de Pandosia tuvo lugar en el año 331 a. C. entre una fuerza compuesta principalmente por macedonios y epirotas contra las tribus de las montañas del sur de Italia, siendo en su mayoría oscos, samnitas, lucanos y brucios. Los macedonios estaban liderados por Alejandro de Epiro, el tío de Alejandro Magno. Los itálicos rechazaron la invasión griega y Alejandro de Epiro fue asesinado por los lucanos durante la batalla.
El significado de la batalla de Pandosia es triple. Primero, marca el principio del fin de la colonización griega en el sur de Italia. Tras la batalla, la colonización griega de Italia cesará, y las ciudades estado griegas existentes se encontrarán bajo la presión de las tribus oscas. Por otra parte, algunos eruditos especulan que Alejandro Magno nunca pretendió conquistar Italia debido en parte al enorme revés sufrido por su tío a manos de estas tribus.
En segundo lugar, la batalla marcó el primer momento en cien años que la formación de batalla greco-macedonia en falange era derrotada. Los italianos derrotaron a la falange gracias a que la hicieron combatir en terreno desfavorable, montañoso. Los combatientes italianos, armados solamente con espadas cortas y escudos pequeños, combatiendo en compañías más pequeñas (llamadas más adelante "manípulos" en latín), que ofrecieron una mayor velocidad y maniobrabilidad. Desbordaron fácilmente a los combatientes griegos, con menor movilidad por su formación en falange.
Por último, la batalla es considerada generalmente como la que demostró a los romanos cómo derrotar a los ejércitos griegos. Los romanos emplearon más adelante las tácticas samnitas con gran éxito, sometiendo todo el Mediterráneo.
El sitio exacto de la batalla todavía se disputa. La única certeza es que está en la provincia montañosa de Cosenza, en la Calabria moderna, Italia.
- Datos: Q4871983